# Rhododendron sumatranum
Rhododendron sumatranum är en ljungväxtart som beskrevs av Elmer Drew Merrill. Rhododendron sumatranum ingår i släktet rododendron, och familjen ljungväxter. Inga underarter finns listade i Catalogue of Life.